# L'assassin connaît la musique...
L'assassin connaît la musique... est un film français réalisé par Pierre Chenal sorti en 1963.

## Synopsis
Lionel Fribourg ne peut composer sa symphonie, à rendre trois mois plus tard pour le Festival de Vienne retransmis en Eurovision, à cause du bruit environnant son appartement (provenant principalement d'un garage installé depuis peu en bas de chez lui). Agnès Duvillard, une jeune divorcée, fille d'un charpentier de marine breton, habite un paisible pavillon de banlieue. Il imagine de l'épouser pour s'installer dans cette villa, mais un obstacle se présente, le père de la jeune femme...

## Fiche technique
- Réalisation : Pierre Chenal
- Scénario : d'après le roman de Fred Kassak Une chaumière et un meurtre (Presses de la Cité)
- Adaptation : Fred Kassak, Pierre Chenal
- Dialogue : Fred Kassak
- Assistants réalisateur : Marceau Ginesy, Jean Lara
- Directeur de la photographie : Marc Fossard
- Opérateur : Paul Rodier, assisté de Roland Paillas
- Son : Antoine Archimbaud, assisté de Daniel Brisseau
- Décors : Jacques Paris
- Montage : Madeleine Bibollet, assistée de Catherine Peltier
- Musique : Paul Misraki, orchestre dirigé par Georges Derveaux (éditions : Impéria)
- Script-girl : Claude Vériat
- Photographe de plateau : Jean-Louis Castelli
- Maquillage : Anatole Paris
- Costumes : Tanine Autre - M. Schell est habillée par la maison Réal et coiffée par Carita
- Ensemblier : Maurice Jumeau
- Régisseur général : André Retbi
- Production : Hoche-Productions, Général-Productions
- Chef de production : Ray Ventura
- Directeur de production : Léon Canel
- Tournage dans les studios de "Paris-Studio-Cinéma" de Billancourt
- Développement dans les laboratoires L.T.M de Gennevilliers
- Enregistrement Westrex
- Pellicule 35 mm, noir et blanc
- Durée : 82 min
- Genre : Comédie dramatique
- Première présentation le 16/10/1963
- Visa d'exploitation : 27657
- Affiche : Jouineau Bourduge (France)

## Distribution
- Paul Meurisse : Lionel Fribourg, musicien
- Maria Schell : Agnès Duvillard, la jeune Alsacienne
- Claude Mann : Francis Poudrieux, le petit cousin
- Noël Roquevert : Papa Duvillard, le père d'Agnès
- Sylvie Bréal : Marie-José, la fille de Lionel
- Christa Lang Christine, la copine de Marie-José
- Jacques Dufilho : le docteur Hublot
- Yvonne Clech : Graziella, la veuve
- Laure Paillette : une voisine
- Madeleine Suffel : la concierge
- André Badin : l'assistant
- Mossaz : le pianiste
- Fernand Guiot : le commissaire
- Marcel Perès : le camionneur
- Paul Demange : le voisin qui se lève tôt
- Jean Luisi : le poseur de vitres
- Pierre Sergeol : le mécano
- Franck Maurice : un détenu
- Dominique Zardi : un homme dans le magasin
- Henri Attal : l'autre homme dans le magasin
- Ray Ventura : le chef d'orchestre

## Autour du film
- L’Assassin connaît la musique est adapté du roman noir Une Chaumière et un meurtre de Fred Kassak à qui le réalisateur Pierre Chenal avait confié les dialogues, et dont l'histoire est tirée d'un fait réel de la vie de l'auteur: « l’installation dans (sa) cour d’un atelier (de plombier-zingueur) concomitamment à la fréquentation, "en vue mariage", d’une jeune dame habitant un pavillon dans une banlieue calme[1]. »

- L'originalité de l'intrigue, imprégnée d'humour noir, tient à l'exploitation, poussée à l'absurde, d'une enquête statistique d'épidémiologie qui concluait qu'on se suicide le plus fréquemment avec son instrument de travail[1].

- Pierre Chenal, le réalisateur, voulait Suzy Delair pour incarner le rôle d’Agnès[1]. Mais il a été obligé d'engager Maria Schell, une spécialiste des rôles dramatiques qui voulait relancer sa carrière dans la comédie[1]. Maria Schell, qui parlait mal le français, et selon Kassak, n'était pas faite pour la comédie[1], a fait déplorer à quelques spécialistes, comme Michel Wyn ou Emmanuel Legeard, le côté « chef-d'œuvre manqué » du film, l'intrigue, les dialogues et le jeu des autres acteurs touchant selon eux à la perfection.